# Counterbalance
Counterbalance ist ein Jazzalbum des Nick Mazzarella Trio mit dem Bassisten Anton Hatwich und dem Schlagzeuger Frank Rosaly. Die am 19. Januar 2018 live entstandenen Aufnahmen erschienen am 28. Juni 2019 auf dem Label Astral Spirits bzw. Spacetone.

## Hintergrund
Das Nick Mazzarella Trio wurde 2008 gegründet und blieb mehrere Jahre lang in der Jazzszene Chicagos aktiv; so trat es regelmäßig in Clubs und Festivals in der ganzen Stadt auf und nahm drei Alben auf, bevor schließlich Schlagzeuger Frank Rosaly 2016 nach Amsterdam zog. Als Rosaly Anfang 2018 zu einem Besuch nach Chicago zurückkehrte, schrieb Mazzarella eine Reihe von sechs neuen Stücken für ein Konzert zum zehnjährigen Jubiläum des Trios. Dieses Konzert, das im Co-Prosperity Sphere im südlichen Viertel von Bridgeport gegeben wurde, wurde live mitgeschnitten. 

## Titelliste

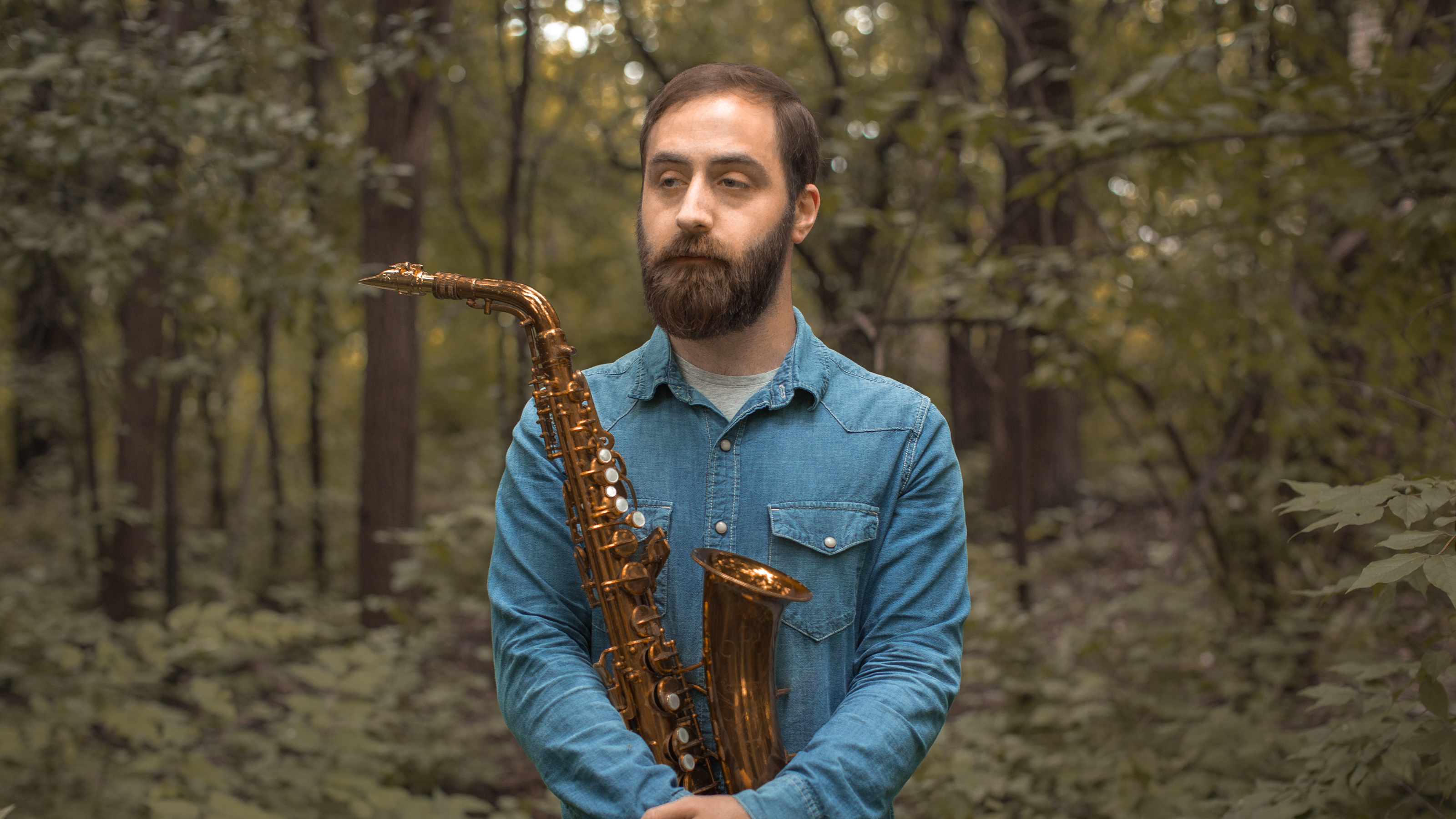
Nick Mazzarella (2015)

Nick Mazzarella Trio – Counterbalance (Astral Spirits AS106, Monofonus Press MF210, Spacetone STR002)
- A1 Phonetic 7:29
- A2 The Puzzle 6:31
- A3 About Looking 8:32
- B1 Counterbalance 6:09
- B2 Headway 10:57
- B3 Innermost 7:02

## Rezeption
Nach Ansicht von Troy Dostert, der das Album in All About Jazz rezensierte, sei Mazzarella, obwohl er gewöhnlich in anderen Umgebungen arbeite, vermutlich in Trio-Formaten am stärksten: Insbesondere die Sax-Bass-Drums-Konfiguration ermögliche sowohl maximale harmonische Freiheit als auch fokussierte rhythmische Interaktion. Bereits 2017 habe er mit seinem Meridian Trio (mit dem Bassisten Matt Ulery und dem Schlagzeuger Jeremy Cunningham) mit Triangulum (Clean Feed) eine exzellente Free-Bop-Unternehmung mit messerscharfen Improvisationen und packenden Kompositionen vorgelegt. Das vorliegende vierte Album seines gelungenen Trios spiegele ein Jahrzehnt des Wachstums und der Entwicklung wider. Es sei Musik, die das ausgefeilte kollektive Konzept der Gruppe in den Vordergrund stelle.
Der stärkste Teil des Mitschnitts sei wohl der Titeltrack des Albums, meinte Dostert, „eine sechsminütige Extravaganz der Gruppeninteraktion mit Mazzarellas Sprüngen, Anstürmen und anhaltenden Wehklagen, die perfekt von Hatwichs Coll’arco-Bass und Rosalys siedender rhythmischer Substruktur unterstützt werden. Alle drei stehen durchweg in beständigem Verhältnis, wobei die Fähigkeiten des Zuhörens bis zum bestmöglichen Punkt geschärft werden.“ Es sei ein außergewöhnlicher Moment der Zusammenarbeit auf einem Album, der sowohl eine Feier der Arbeit eines Jahrzehnts als auch ein hoffnungsvoller Vorgeschmack auf viel mehr zu sein scheint.
Der Kritiker John Corbett meinte in seinen Liner Notes für das Album, die Musik des Trios sei „großartig, entspannt. Sie hat nichts zu beweisen. Der Sound ist Beweis genug.“ Hrayr Attarian schrieb im Chicago Jazz Magazine, das Album fange geschickt die drängende Lebendigkeit des Konzerts ein. Obwohl die Stücke einzigartig sind, bestünde ein thematischer Zusammenhang; sie bildeten zusammen ein dramatisches Ganzes, das sich von der ersten bis zum letzten Ton ohne Nachlassen der Dynamik erstrecke. Wie Counterbalance zeige, sei das, was Mazzarella, Hatwich und Rosaly von anderen Trios unterscheide, mehr als ihre nahtlose Kameradschaft. Es sei die Tatsache, dass sie spontane Musik machen, die abstrakt, aber nicht abstrus ist, feurig und gefühlsbetont, ohne schrill zu sein, frei fließend und dennoch in der Tradition verwurzelt.

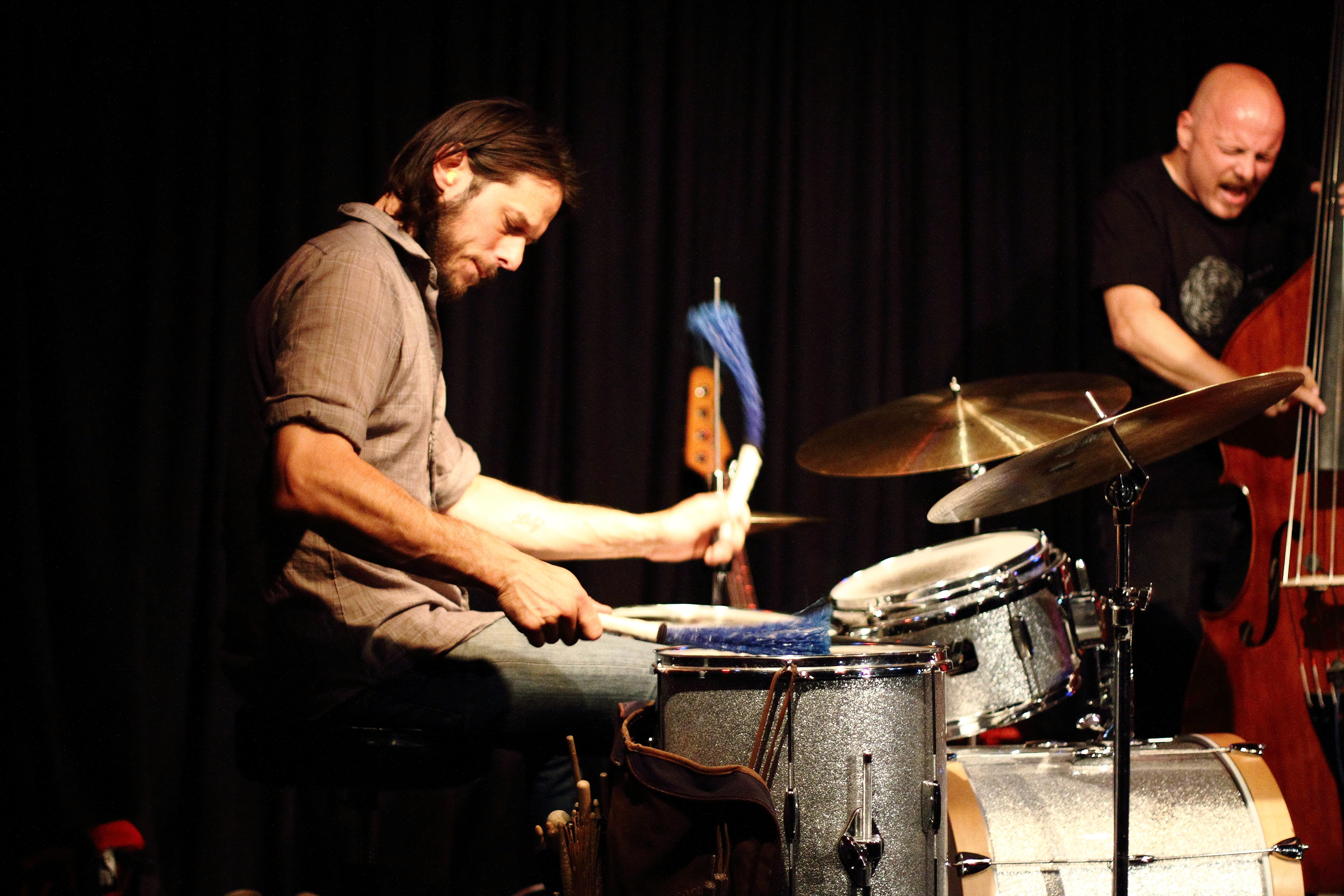
Frank Rosaly mit Ingebrigt Håker Flaten (Bass) im Club W71 in Weikersheim (2016).

Bill Meyer betonte in seiner Besprechung von Counterbalance für Dusted neben einer außerordentlich fließenden Beherrschung des Altsaxophons eine melodische Sensibilität, die die uneingeschränkte Lebensfreude von Ornette Coleman kanalisierte. Dabei erwiesen sich der Bassist Anton Hatwich und der Schlagzeuger Frank Rosaly als gute Einflüsse. Sie spielten Mazzarellas von Ornette Coleman beeinflusste Stücke mit Empathie und Kraft und fügten das Feuer hinzu, das sie bei der Zusammenarbeit in anderen Bands pflegten. Mazzarellas Melodien ließen mehr Raum für die Interaktion zwischen den drei Musikern, und jedes Album baue auf dem vorhergehenden auf. Counterbalance  sei eine Bestätigung für das Wachstum seiner Macher in den letzten zehn Jahren und ihre Bereitschaft, einen verfügbaren Moment des Musikmachens vollständig zu besetzen.